# Ben Hur (2010)
Ben Hur ist eine Neuverfilmung des mit elf Oscars ausgezeichneten Filmklassikers Ben Hur aus dem Jahr 1959. Das Drehbuch basiert auf dem Roman des US-amerikanischen Schriftstellers und Politikers Lew Wallace. Der Zweiteiler wurde am 10. Juni 2011 auf ProSieben als überlanger Fernsehfilm erstmals im deutschen Fernsehen gesendet.

## Handlung
Den jungen jüdischen Adeligen und Kaufmann Judah Ben Hur und den Römer Messala verbindet seit ihrer Jugend eine tiefe Freundschaft. Messala lebte als Jugendlicher bei Judah, seiner Mutter Ruth und dessen Schwester Tirzah. Messalas Vater ist ein römischer Senator, seine Mutter war eine jüdische Hure. Eines Tages trifft eine Nachricht seines Vaters aus Rom ein, die ihn dorthin beordert. Schweren Herzens tritt er diese Reise an, verspricht aber eines Tages zurückzukehren.
Doch die Zeit in Rom hat aus Messala einen stolzen Feldherrn gemacht, der in Jerusalem jeden jüdischen Widerstand gegen die römische Besatzungsmacht niederschlagen lässt. Nun soll ihm Judah Informationen über jüdische Verschwörungen liefern, der jedoch sein Volk nicht verraten will. Auch hat Judah private Verpflichtungen, da er Esther, die Tochter seines Verwalters Simonides, heiraten soll. David, ein Aufseher Judahs, ist in eine Verschwörung verstrickt und will bei dem bevorstehenden Pessach-Fest eine Unruhe anzetteln. Judah erfährt davon, zeigt David jedoch nicht bei Messala an. Dieser schöpft Argwohn, versöhnt sich jedoch wieder mit Judah. Bei dem Pessach-Fest wenige Tage später zieht der römische Statthalter Pontius Pilatus an dem Haus der Familie Ben Hur vorbei. Ein Stein des Balkonsimses unter Judahs Hand lockert sich und stürzt auf den römischen Statthalter, der vom Pferd fällt und von seinen Soldaten nur mühsam vor der aufgebrachten Menschenmenge beschützt werden kann. David ersticht in der Unruhe hinterrücks einen römischen Soldaten. Pontius Pilatus, der bei den Unruhen verletzt wird, fordert den Tod des vermeintlichen Attentäters. Messala nimmt Judah fest, da ihm seine Position wichtiger als das Leben seines Freundes ist. Judahs Mutter Ruth und seine Schwester Tirzah werden ins Gefängnis geworfen und sollen gehängt werden. Judah erwartet, gekreuzigt zu werden. Stattdessen wird er unbefristet auf eine Galeere verbannt. Als er dorthin abgeführt wird, sieht er, wie Simonides gekreuzigt wird. Messala wird trotz seiner harten Entscheidung gegen Judahs Familie von Pilatus seines Amtes enthoben.
Judah verbringt mehrere Jahre auf der Galeere, bis schließlich der Senator Quintus Arrius an Bord kommt, der nach Rom gebracht werden soll. Dieser erfährt, dass Judah dem Kapitän der Galeere Verbesserungsvorschläge gemacht hat, und lädt ihn zu einem Gespräch ein. In der darauffolgenden Nacht kommt es zu einem Gefecht mit drei Piratenschiffen. Dabei sinkt die römische Galeere. Judah gelingt die Flucht von der sinkenden Galeere, da Quintus Arrius vorher seine Ketten lösen ließ. Diesen rettet er wiederum auf ein großes Stück Treibgut. Er wird von Arrius adoptiert und von diesem als sein Erbe eingesetzt. Die Hure Athene wird von dem Senator Marcellus auf Judah angesetzt, um mehr über Arrius’ Absichten zu erfahren. Als Arrius, der immer schwerer unter einer alten Verletzung leidet, Selbstmord begeht, kehrt Judah nach Judäa zurück.
Er hat vor, Rache an Messala zu nehmen, der auf Einfluss seines Vaters Marcellus als Nachfolger von Pontius Pilatus als Statthalter von Judäa eingesetzt werden soll. Judah gelingt es, als römischer Staatsbürger Pilatus, der ihn nicht wiedererkennt, zu überreden, ihm sein altes Elternhaus zu verkaufen. Judah trifft auf David, der ihm als Handwerker seine Dienste anbietet, bis er merkt, wen er tatsächlich vor sich hat. David hat inzwischen Esther und Simonides, der seine Kreuzigung überlebt hat, in seinem Haus aufgenommen und verlangt von Esther, ihn zu heiraten. Diese liebt David jedoch nicht. Judah sucht David auf und trifft dabei auf Esther, die ihn verachtet. David hatte Esther erzählt, dass Judah ihren Vater Simonides verraten hätte. Erst nach einer Weile und mit Hilfe von Simonides kann Judah sie von Gegenteil überzeugen. Messala kommt nach Judäa und will die Stelle von Pontius Pilatus einnehmen. Judah schwört ihm Rache bis in den Tod, die schließlich bei einem Wagenrennen ihren Höhepunkt findet. Esther findet inzwischen Ruth und Tirzah, die als Aussätzige in Höhlen vor der Stadt leben. Bei dem Wagenrennen fährt Messala auf den verunfallten Wagen eines Konkurrenten auf und wird von seinem Wagen geschleudert. Judah überfährt den auf der Rennstrecke liegenden Messala, der dabei tödlich verwundet wird.
Dieser schickt die Hure Athene zu Judah, der sich jedoch weigert, Messala an seinem Sterbebett aufzusuchen, um ihm zu vergeben. Esther kann ihm davon berichten, dass seine Mutter und seine Schwester noch leben. Er trifft auf Jesus von Nazaret, der gerade zu seiner Hinrichtung geführt wird. Er hilft dem gestürzten Jesus sein Kreuz zu tragen. Dieser sagt zu ihm im Bezug auf die Römer: „Vergib ihnen, denn sie wissen nicht, was sie tun.“ Dies ist Judahs dritte Begegnung mit Jesus. Judah sieht daraufhin ein, dass er Messala vergeben kann, und sucht ihn auf. Dieser stirbt erleichtert. Kurz vor seinem Tod am Kreuz heilt Jesus Ruth und Tirzah von dem Aussatz. Die Familie Ben Hur wird schließlich wieder vereint.

## Hintergrund
Der Zweiteiler wurde mit einem Budget von 22,5 Millionen Euro in Ouarzazate in Marokko gedreht. Der Film ist sowohl William Wyler als auch dem im Jahr 2008 verstorbenen Charlton Heston gewidmet.

## Einschaltquoten
| Sender    | Datum         | Zuschauer (ab 3 Jahren) 14- bis 49-jährige Zuschauer | Marktanteil (ab 3 Jahren) 14- bis 49-jähriger Marktanteil |
| --------- | ------------- | ---------------------------------------------------- | --------------------------------------------------------- |
| ProSieben | 10. Juni 2011 | 2,30 Millionen 1,22 Millionen                        | 9,6 % 13,6 %                                              |

## Unterschiede zum Roman und zur Verfilmung von 1959
Obwohl der Film eine Romanverfilmung bzw. eine Neuverfilmung ist, gibt es doch einige Unterschiede:
- Der religiöse Aspekt des Romans findet im Film weniger Beachtung. So werden weder die Geburt Jesu gezeigt noch der Weise Balthasar, der im Roman und im Film von 1959 wesentlichen Anteil hat an Ben Hurs Wandel vom Rächer zum Vergebenden.
- Der Ziegel trifft im Roman und im Film von 1959 den römischen Prokurator Valerius Gratus, in der Neuverfilmung jedoch Pontius Pilatus.
- Der Ziegel wird in der Verfilmung von 1959 durch Tirzah gelöst. In der Neuverfilmung hingegen war es Judah Ben Hur selbst.
- Die Begegnung Jesu mit Ben Hur auf dessen Weg zur Galeere wurde geographisch von Nazaret – laut Roman und Film von 1959 – nach Jerusalem verlegt.
- Ben Hurs Nummer auf der Galeere war die 41, nicht die 40, wie im Film dargestellt.
- Im Buch und Film von 1959 wird Judah Galeerensklave und Wagenlenker, aber nicht Gladiator.
- Die Kreuzigung und Abnahme des Simonides vom Kreuz wurden hinzugefügt. Im Roman überlebt er die Folterungen im Gefängnis querschnittsgelähmt.
- Figuren wie David Ben Levi, Athene, Gaius oder Senator Marcellus sind hinzugefügt.
- Andere, wie etwa Ben Hurs Dienerin Amrah oder der stumme Malluch, fehlen hingegen.

## Synchronisation
Die deutschsprachige Synchronisation entstand bei der Scalamedia nach einem Dialogbuch von Marianne Groß und unter der Dialogregie von Lutz Riedel.
| - Ben Hur: Matthias Deutelmoser - Messala: Markus Pfeiffer - Esther: Luise Helm - Tirzah: Marie Bierstedt - Quintus Arrius: Roland Hemmo - Kaiser Tiberius: Klaus-Dieter Klebsch - Pontius Pilatus: Leon Boden - Antegua: Sebastian Christoph Jacob | - Athene: Victoria Sturm - David: Torsten Michaelis - Ilderim: Tayfun Bademsoy - Marcellus: Lutz Riedel - Ruth: Peggy Sander - Simonides: Otto Mellies - Gaius: Peter Flechtner - Hortator: Jan Spitzer |

## Kritik
Nach Urteil des Lexikon des internationalen Films ist der Film eine „aufwändig gestaltete, solide unterhaltende (Fernseh-)Miniserie nach dem Historienroman-Klassiker von Lew Wallace, die bei weitem nicht die Bildgewalt des Kinofilm-Klassikers von William Wyler (1959) erreicht.“

## Auszeichnungen
Matthew Cerantola wurde 2010 bei den Gemini Awards in der Kategorie Best Sound in a Dramatic Program nominiert.